# O’Shea’s Limited (Dodge)
O’Shea’s Limited war ein Montagewerk für Kraftfahrzeuge und damit Teil der Automobilindustrie in Irland.

## Unternehmensgeschichte
Das Unternehmen aus Cork wird erstmals 1934 erwähnt. Im März 1934 begann die Montage von Automobilen. Die Teile kamen von Dodge. Nach 1939 verliert sich die Spur des Unternehmens. 
Es gibt einen Hinweis darauf, dass das Unternehmen P. J. O’Hea Limited und das Werk Glasheen Road Works hieß. Ein solches Unternehmen gab es von 1924 bis in die 2010er Jahre. Allerdings war es mit Opel verbunden, einer Marke von General Motors, einem direkten Konkurrenten von Dodges Muttergesellschaft Chrysler.
Ein anderes irisches Montagewerk für Dodge war John O’Neill Limited in Dublin.
Es sind trotz gleicher oder ähnlicher Firmierung keine Verbindungen zu O’Shea’s Limited (Daihatsu) aus Dublin, O’Shea’s Limited (Opel) aus Cork und O’Shea Group aus Dublin bekannt.

## Fahrzeuge
Das einzige bekannte Modell war der Dodge Senior De Luxe als viertürige Limousine.

## Produktionszahlen
Nachstehend die Dodge-Zulassungszahlen in Irland aus den Jahren, in denen O’Shea’s sie montierte. Die Zahlen beinhalten auch die Produktion durch O’Neill, da eine Splittung nicht möglich ist.
| Jahr  | Zulassungszahlen |
| ----- | ---------------- |
| 1934  | nicht bekannt    |
| 1935  | nicht bekannt    |
| 1936  | 138              |
| 1937  | 137              |
| 1938  | 112              |
| 1939  | 52               |
| Summe | 439              |